# Luis Marco Corera
Luis Marco Corera (Madrid, 1851-Madrid, 1925) fue un médico, escritor y traductor español.

## Biografía
Nació en 1851 en Madrid. Doctor en Medicina, fue premiado por la Facultad de la Universidad Central de Madrid. Fue redactor-jefe del periódico La Higiene, además de colaborador de publicaciones periódicas como El Imparcial, El Globo, La Época, La España Moderna y La Ilustración Española, entre otras. Publicó gran cantidad de obras, especialmente traducciones. Falleció en Madrid el 1 de enero de 1925.